# Deutsche Liga für das Kind
Die Deutsche Liga für das Kind in Familie und Gesellschaft (Initiative gegen frühkindliche Deprivation) ist ein bundesweit in Deutschland tätiger, interdisziplinärer Dachverband von Verbänden und Organisationen aus dem Bereich der frühen Kindheit (0–6 Jahre). Sitz des Vereins ist Berlin (Amtsgericht Berlin-Charlottenburg VR 18154).
Zu den mehr als 250 Mitgliedsorganisationen gehören wissenschaftliche Gesellschaften, kinderärztliche und -psychologische Vereinigungen, Familien- und Jugendhilfeverbände, Kinderrechtsorganisationen und Lions Clubs. Ziel der Liga ist es, die seelische Gesundheit von Kindern zu fördern und ihre Rechte (Kinderrechte) und Entwicklungschancen in allen Lebensbereichen zu verbessern.

## Gründung
Bei dem Stadionmord von Neuwied 1973 hatten Jugendliche ohne triftigen Grund einen anderen Jugendlichen ermordet. Bei der Aufarbeitung des Geschehens kamen Schäfer und Conrad zu dem Schluss, dass die kindlichen Täter seelisch verwahrlost, also depriviert waren. Sie schufen den Slogan „Die ersten Lebensjahre entscheiden“. Dieses Ereignis löste bei Vertretern verschiedener Disziplinen und gemeinnützigen Organisationen, insbesondere bei vielen Lions-Clubs, den Wunsch zur Schaffung einer Aktionsgruppe aus. Unter dem Namen „Deutsche Liga für das Kind“ fand im Jahr 1977 die Gründungsversammlung eines gemeinnützigen Zusammenschlusses von Verbänden und Einzelpersonen unter dem Motto „Die ersten Lebensjahre entscheidend viel“ statt.

## Geschichte und Aufbau
Als Zweck des Vereins ist in ihrer Satzung festgelegt, „die Ursachen und die Entstehung frühkindlicher Deprivation in jeder Form zu verhindern“. Unter dem Motto „Kinder haben eine Lobby – die Deutsche Liga für das Kind“ setzt sich der Verband im politischen Raum für die Anliegen und Rechte von Kindern ein und nimmt auf gesetzgeberische Maßnahmen aktiv Einfluss.
Zu den Erfolgen, an denen die Liga Anteil hat, gehören die Etablierung des Rooming-in nach der Geburt, die Einführung von Erziehungsgeld (heute: Elterngeld) und Elternzeit, die rentenrechtliche Berücksichtigung von Erziehungszeiten, zahlreiche Reformen des Kindschaftsrechts und des Kinder- und Jugendhilfegesetzes und die schrittweise Umsetzung der UN-Kinderrechtskonvention in Deutschland.

### Organisation
Die Liga wird von einem interdisziplinär zusammengesetzten Vorstand geführt, in dem namhafte Kinderärzte, Kinder- und Jugendpsychiater, Psychologen, Pädagogen, Familiensoziologen und Juristen vertreten sind. Präsidentin der Deutschen Liga für das Kind ist seit 2013 Sabine Walper, Diplom-Psychologin und Forschungsdirektorin am Deutschen Jugendinstitut und Professorin für Allgemeine Pädagogik und Bildungsforschung mit dem Schwerpunkt Jugend- und Familienforschung an der Ludwig-Maximilians-Universität München. Vorsitzende des Kuratoriums ist nach dem Tod von Lore Maria Peschel-Gutzeit am 2. September 2023 Jutta Allmendinger. Die Leitung der Bundesgeschäftsstelle in Berlin ist am 3. Juni 2021 von Bianka Pergande auf Peggy-Franziska Reisinger übergegangen.
Die Liga ist unter anderem Mitglied im Bundesforum Familie, in der National Coalition Deutschland - Netzwerk zur Umsetzung der UN-Kinderrechtskonvention und in der World Association for Infant Mental Health (WAIMH).

## Tätigkeitsfelder
Im politischen Raum setzt sich die Liga unter anderem für die Aufnahme von Kinderrechten in das Grundgesetz und für ein Wahlrecht von Geburt an ein. Weitere Anliegen sind der qualitätsgerechte Ausbau der frühen Tagesbetreuung, die Förderung der seelischen Gesundheit und Stärkung der Persönlichkeitsbildung in Familien und Kindertageseinrichtungen sowie die Bekämpfung der Kinder- und Familienarmut. Die Liga gibt alle zwei Monate die Fachzeitschrift „frühe Kindheit“ heraus und veröffentlicht wöchentlich einen elektronischen Newsletter mit Informationen rund um die Themen Kind, Familie, Gesellschaft und Politik. Sie verteilt Faltblätter unter anderem auf Entbindungsstationen und publiziert Filme und Broschüren für Eltern und Fachkräfte. Jedes Jahr veranstaltet sie eine öffentliche wissenschaftliche Jahrestagung.
Mit „Kindergarten plus“ hat die Liga ein Programm zur Förderung der sozialen und emotionalen Kompetenzen vier- bis fünfjähriger Kinder in Kindertageseinrichtungen entwickelt, das bundesweit in mehr als 1.620 Kindertageseinrichtungen durchgeführt wird. „Kindergarten plus“ ist Bestandteil des Jugendprogramms der Deutschen Lions und wird von zahlreichen Lions-Clubs gefördert.
Darüber hinaus kooperiert die Deutsche Liga mit der Fachzeitschrift kindergarten heute.